# John Huffman

JWH-018 – jeden z pierwszych związków zsyntetyzowanych przez Huffmana

John William Huffman (ur. 21 lipca 1932, zm. 14 maja 2022) – profesor chemii organicznej na Uniwersytecie w Clemson. Jego badania, finansowane przez National Institute on Drug Abuse, skupiały się na badaniu związków chemicznych działających na receptory kanabinoidowe. Substancje zsyntetyzowane przez niego nazwano jego inicjałami (JWH). Niektóre z nich były później stosowane jako tzw. dopalacze, a następnie zostały zdelegalizowane w wielu krajach. W Polsce obecnie wszystkie znajdują się w grupie I-N w Wykazie środków odurzających i substancji psychotropowych, stanowiącym załącznik do Ustawy o przeciwdziałaniu narkomanii (Dz.U. z 2022 r. poz. 2600).
Zsyntetyzowane przez niego związki to m.in.:

- JWH-007 (zdelegalizowany w Polsce w 2011 r.)
- JWH-015 (zdelegalizowany w Polsce w 2012 r.)
- JWH-018 (zdelegalizowany w Polsce w 2009 r.)
- JWH-019 (zdelegalizowany w Polsce w 2011 r.)
- JWH-030
- JWH-051
- JWH-073 (zdelegalizowany w Polsce w 2010 r.)
- JWH-081 (zdelegalizowany w Polsce w 2011 r.)
- JWH-098 (zdelegalizowany w Polsce w 2012 r.)
- JWH-116
- JWH-122 (zdelegalizowany w Polsce w 2011 r.)
- JWH-133
- JWH-139
- JWH-147
- JWH-149
- JWH-161
- JWH-164
- JWH-167
- JWH-175
- JWH-176
- JWH-182
- JWH-184
- JWH-185
- JWH-192
- JWH-193
- JWH-194
- JWH-195
- JWH-196
- JWH-197
- JWH-199
- JWH-200 (zdelegalizowany w Polsce w 2010 r.)
- JWH-203 (zdelegalizowany w Polsce w 2011 r.)
- JWH-210 (zdelegalizowany w Polsce w 2011 r.)
- JWH-229
- JWH-249
- JWH-250 (zdelegalizowany w Polsce w 2010 r.)
- JWH-251 (zdelegalizowany w Polsce w 2012 r.)
- JWH-302
- JWH-307 (zdelegalizowany w Polsce w 2012 r.)
- JWH-359
- JWH-369
- JWH-370
- JWH-398 (zdelegalizowany w Polsce w 2010 r.)
- JWH-424